# چنتکی شوگون
چنتکی شوگون (به ژاپنی: 鎮狄将軍 ちんてきしょうぐん) یکی از القاب شوگون و یک منصب ارتشی در سیستم فئودالی قدیم در دوره نارا ژاپن بود.
- چنتکی شوگون یکی از ژنرال‌هایی بود که در جریان تسخیر ازو منصوب شد و ارتشی را که در امتداد دریای ژاپن به سمت شمال پیشروی می‌کرد، رهبری می‌کرد.
- سیتو شوگون (سی ای شوگون) ژنرالی بود که ارتش در حال پیشروی را به سمت شرق در سمت اقیانوس آرام رهبری می‌کرد.
- سیسی شوگون ژنرالی بود که ارتش را به سمت غرب یعنی کیوشو هدایت می‌کرد.

گفته می‌شود که این امر به دلیل کاربرد «چهار بربر» تفکر چینی است که دونگی (تویی، در شرق)، مردم رونگ ابیسو در غرب، نانمان (نانبان، جنوب) و هوکوری شمالی en:Beidi نامیده می‌شوند.